# مسعود محمد
مسعود محمد جليزادة (بالكردية: مەسعوود محەممەد) هو مفكر وكاتب وأديب وسياسي عراقي كردي، ولد في مصيف جناروك قرب مدينة كويسنجق سنة 1919، وتوفي في أربيل في 1 نيسان 2002.

## سيرته
والده الشيخ محمد بن عبد الله الجلي (الملقب بمەلای گەورە، أي العالم الكبير) كان من علماء الدين البارزين وكان عضوا في مجلس ولاية الموصل في العهد العثماني وعضوا في المجلس التأسيسي العراقي. أتم مسعود محمد دراسته الرشدية في كويه، والمتوسطة والإعدادية في أربيل عام 1940، ثم التحق بكلية الحقوق في بغداد عام 1945، وتخرج محاميا.
انتخب عضوا في مجلس النواب العراقي عامي 1953 و 1954 في دورتيه الثالثة عشر والرابعة عشر. وبعد ثورة 14 تموز 1958، أصبح عضوا في لجنة الإصلاح الزراعي.
في 18 حزيران 1964، عين بمنصب وزير الدولة لشؤون إعمار الشمال، لكنه انقطع عن ممارسه مهامه الوزارية في 15 أيار 1965، فأعفي من منصبه.
وفي سنة 1966، عين عضوا في مجلس الخدمة العام، وبعد تأسيس المجمع العلمي الكردي في 29 آب 1970 في مدينة بغداد، أصبح عضوا فعالا فيه ثم وكيلا ومقررا لرئيس المجمع حتى سنة 1978، حيث أحيل إلى التقاعد، كما أصبح رئيسا للقسم الكردي في المجمع العلمي العراقي.
يعد أحداث عام 1991، عاد إلى أربيل حتى توفي في 1 نيسان 2002، ودفن في اليوم التالي بجانب والده في مقبرة الدرويش خضر) في كوية.

## مؤلفاته

### الكتب الكردية
1. حاجى قادرى كويى، ثلاثة أجزاء طبعت بين عامي 1973 و 1976
2. وردبوونه‌وه‌یه‌ك له ‌چه‌ند باسێكی ڕێزمانی كوردی (التدقيق في بعض مسائل قواعد اللغة الكردية)
3. چه‌پكێك له‌گوڵزاری نالی (باقة من رياض نالي)
4. چه‌ند ‌حه‌شارگه‌یه‌كی ڕێزمانی كوردی (مجموعة من مخزونات قواعد اللغة الكردية)
5. مرۆڤ وده‌وروبه‌ر (الإنسان وما حوله)
6. به‌ره‌و شه‌قامی ئاخاوتنی كوردی (نحو شارع المخاطبة الكردية)
7. گه‌شتی ژیانم (رحلة حياتي)

كما أشرف على طبع المجلدين المطبوعين من تفسير القرآن لوالده محمد جلي زاده

### الكتب العربية
1. إعادة التوازن إلی میزان مختل
2. إلی غورباشوف العظيم
3. التفسیر البشری للتأریخ
4. من هموم الحياة
5. المجتمع البشري لماذا يشبه ‌مستشفى المجانین

## روابط خارجية
- صفحة وكتب مسعود محمد
- صفحة الفيسبوك
- مسعود محمد : رسول الكورد للإنسانية : وراثة العلم ومرونة العقل ومكابدات السياسي نسخة محفوظة 10 يناير 2020 على موقع واي باك مشين.، موقع جريدة التآخي